# SURFsara

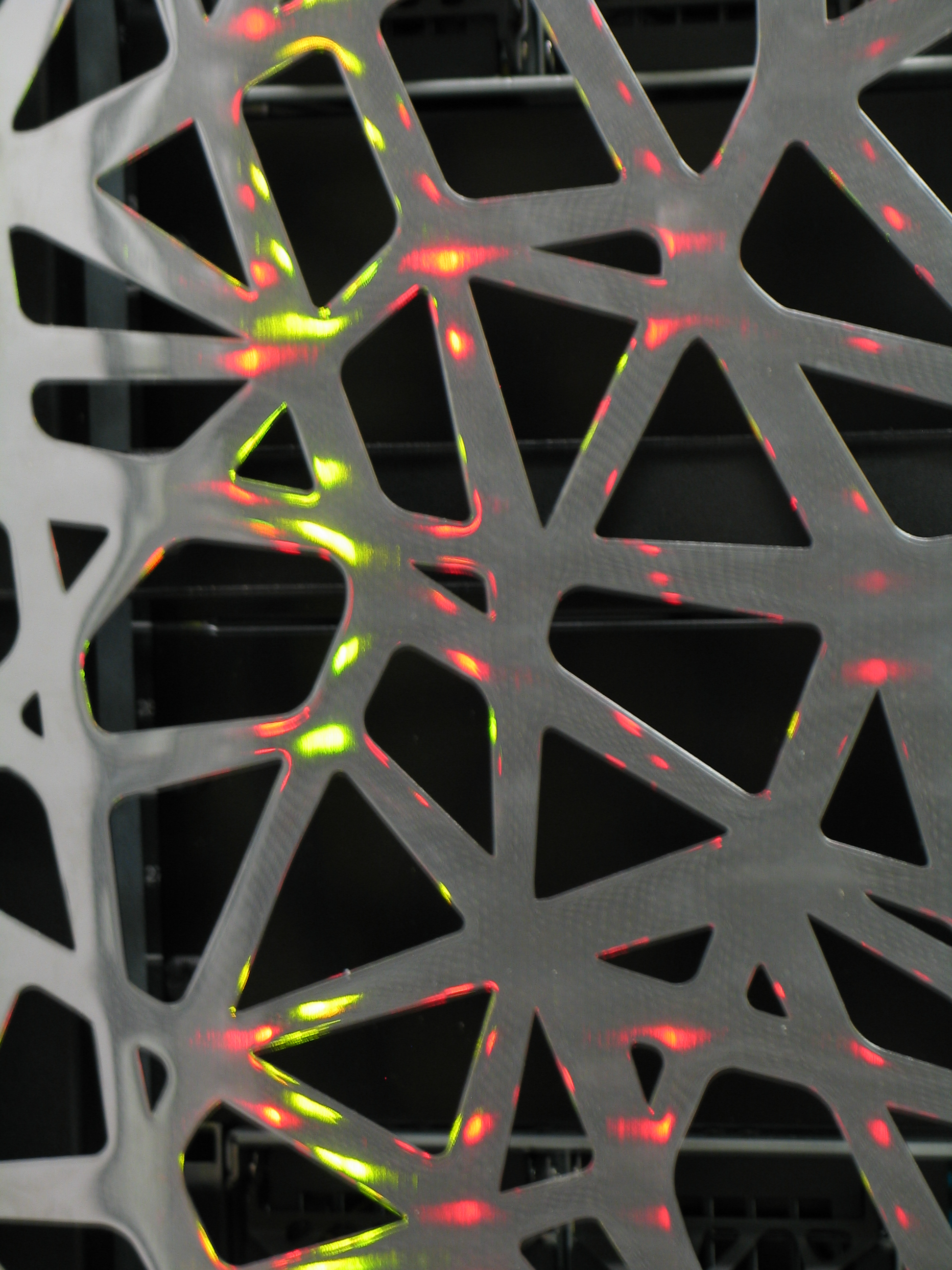
Detail van supercomputer Cartesius

SURFsara is een onderdeel van Coöperatie SURF, een coöperatieve vereniging van Nederlandse onderwijs- en onderzoeksinstellingen op het gebied van informatie- en communicatietechnologie (ict). SURFsara levert diensten op het gebied van supercomputers, netwerken, dataopslag en hoogwaardige visualisatie, en is gevestigd in het Amsterdam Science Park in de wijk Watergraafsmeer. SURFsara was een zelfstandig opererende werkmaatschappij tot 1 januari 2021, toen het samen met SURFmarket en SURFnet juridisch fuseerde tot SURF B.V.

## Geschiedenis
SURFsara komt voor uit de Stichting Academisch Rekencentrum Amsterdam, afgekort SARA. Deze werd in 1971 opgericht voor het leveren van computerfaciliteiten aan de Vrije Universiteit Amsterdam, de Universiteit van Amsterdam en het Mathematisch Centrum (nu Centrum Wiskunde & Informatica) in Amsterdam. Tegenwoordig hebben ook andere universiteiten, onderzoeksinstituten en onderwijsinstellingen toegang tot de diensten van SURFsara. Zo kunnen onderzoekers bijvoorbeeld gebruikmaken van rekentijd op supercomputers via geavanceerde netwerken, grootschalige data opslaan en onderzoeksresultaten visualiseren met behulp van de nieuwste technieken.
Op 1 januari 2013 werd de stichting SARA een onderdeel van SURF; een Besloten vennootschap met beperkte aansprakelijkheid, als werkmaatschappij (dochteronderneming) van SURF. Deze zelfstandige werkmaatschappij ging per 1 januari 2021 op in SURF B.V. De commerciële (niet-academische) activiteiten waren sinds 2008 reeds ondergebracht bij een daarvoor opgerichte dochtermaatschappij met de naam Vancis, dat uiteindelijk in 2016 zijn eigen weg ging.

## Rekensystemen

### Nationale supercomputer Cartesius
Een van de snelste supercomputers in Nederland die meer dan 1 biljard berekeningen per seconde kan uitvoeren. Die rekenkracht is bijvoorbeeld nodig voor onderzoeken naar schone energie, klimaatverandering, watermanagement, geluidshinder en medische behandelingen. Doordat onderzoekers met steeds grotere en complexe modellen en gegevensbestanden werken is veel computercapaciteit nodig.
Cartesius is een bullx-systeem, uitgebreid met een Bull sequana cell. Dit geclusterde SMP (Symmetric Multiprocessing)-systeem is gebouwd door Atos/Bull.

#### Vorige supercomputers
- Huygens
  - IBM System p-575 (3328 x POWER6 @ 4,7 GHz)
  - IBM System p5-575 (1920 × POWER5+ @ 1,9 GHz)
- Aster
  - SGI Altix 3700 (416 × Itanium II @ 1,3 GHz)
- Teras
  - SGI Origin 3800 (1024 × MIPS R14000 @ 500 MHz)
- Elsa
  - Cray C916-12
- ymp
  - Cray YMP
- CDC Cyber 205

### Andere diensten voor grootschalige berekeningen
Daarnaast biedt SURFsara diverse andere diensten voor grootschalige berekeningen, bigdata-analyse.
- Daphne
  - Dell PowerEdge series, Lenovo

#### Vorige supercomputingfaciliteiten
- LISA
  - Dell PowerEdge series, M640, C6420, T640

- Beowulf
  - BCE Tower PC (160 × 700 MHz AMD Athlon)
- Unite
  - SGI Origin 2000 (128 × MIPS R12000 @ 500 MHz )
- SOLO
  - IBM pSeries 690 (192 × POWER4 @ 1,1/1,7 GHz)
- Matrix
  - IBM xSeries 335 (72 × Xeon @ 3,06 GHz)
- Isis
  - IBM SP RS/6000
- Bedrock
  - SGI Onyx 2

#### Vorige hoogwaardige diensten
- BeeHub
- CAVE (Cave Automated Virtual Environment)
  - 3D theater waarmee realtime visualisatie getoond konden worden.
- Tiled Display.
  - Een verzameling van beeldschermen waarmee beelden op hoge resolutie getoond kunnen worden.

## Datadiensten
SURFsara heeft een breed assortiment aan diensten voor verschillende fasen in de levenscyclus van data. Daarbij gaat het niet alleen om het veilig opslaan van (grote hoeveelheden) data, maar ook om zaken als datamanagement, -replicatie, -behoud en -identificatie.
Samen met het Nikhef verzorgt SURFsara opslag en verwerking van de gegevens die uit de Large Hadron Collider komen.[1]

## Training en ondersteuning
SURFsara beschikt over een schat aan expertise op het gebied van ICT-diensten voor onderzoekers. Adviseurs helpen bij het ontwikkelen of verbeteren van applicaties of bij de inrichting van de benodigde infrastructuur.